# معالجة بالمياه المعدنية
المعالجة بالمياه المعدنية أو الاستشفاء بالمياه المعدنية أو الاستشفاء بالحمَّات هو مجموعة من التقنيات والمعرفة التي تُنفّذ أثناء العلاج الحراري (ماء ساخن من الحمة) في المنتجع الصحي الطبي.
العلاج بالمياه المعندينة هو علاج طبي يصفه طبيب (ممارس عام أو متخصص) ويجري في منشأة حرارية على مدى ثلاثة أسابيع (في فرنسا)، يجري أثناءها علاج المريض من حالته بالمياه المعدنية الطبيعية للحِمَّات و من خلال منتجاتها المشتقة مثل غاز (ثنائي أكسيد الكربون) والطين العلاجي وغيرها.
المعالجة بالمياه المعدنية وريثة ممارسة يرجع تاريخها إلى عدة قرون، تظل الفعالية العلاجية لبعض العلاجات الحمية ذات مستوى منخفض من الإثبات وتقسم مهنة الطب.